# Mustang (bokserie)
För andra betydelser, se Mustang (olika betydelser).
Mustang, bokserie utgiven av B. Wahlströms bokförlag under 1960- och 1970-talet. Serien utgjordes av westernromaner i pocketformat.
| Mustang | Mustang                     | Mustang             | Mustang      |
| Volym   | Titel                       | Författare          | Utgivningsår |
| ------- | --------------------------- | ------------------- | ------------ |
| 1       | Våld i västern              | Charles N Heckelman | ?            |
| 2       | Ranch i fara                | W MacLeod Raine     | ?            |
| 40      | Blodig hämnd                | Donald Hamilton     | 1961         |
| 67      | Landet bortom lagen         | ?                   | ?            |
| 68      | Mannen från Brazos          | ?                   | ?            |
| 69      | Slade ska dö                | ?                   | ?            |
| 70      | I repets skugga             | ?                   | ?            |
| 71      | Clayburns Hämnd             | ?                   | ?            |
| 72      | Skjut för att döda          | Wesley Ray          | 1963         |
| 170     | Sälja sig dyrt              | Jack Slade          | ?            |
| 171     | Lando i staden bortom lagen | Tex Kirby           | ?            |
| 172     | Allt på spel                | Jack Slade          | 1973         |
| 188     | Hett bly                    | Jack Slade          | ?            |
| 189     | Skjut först Lando           | Tex Kirby           | ?            |
| 190     | Första kulan dödar          | Jack Slade          | ?            |
| 191     | Lando i dödlig duell        | Tex Kirby           | ?            |
| 192     | Heta spår                   | Jack Slade          | 1976         |
| 193     | En hård man                 | Leight Brackett     | ?            |
| 194     | Farlig fälla                | Jack Slade          | 1976         |
| 195     | Lando i galgens skugga      | Tex Kirby           | ?            |
| 196     | En skoningslös man          | Don P. Jenison      | ?            |
| 197     | Tre ska dö                  | Lee Frank           | ?            |
| 198     | Falska spår                 | Jack Slade          | 1976         |
| 199     | Skott i natten              | Brian Garfield      | ?            |
| 200     | Farligt byte                | Jack Slade          | 1977         |
| 201     | Blodigt arv                 | Louis L'Amour       | 1977         |
| 202     | Duellen                     | Matt Chisholm       | 1977         |
| 205     | Farligt spår                | Brett McKinley      | ?            |
| 206     | Jagad av alla               | Matt Chisholm       | ?            |
| 207     | Sheriffen utan nåd          | Brett McKinley      | ?            |
| 208     | Hämnaren i Dodge city       | Barry Cord          | ?            |
| 209     | Tre vågade livet            | Shad Denver         | ?            |
| 210     | Grym jakt                   | Lou Cameron         | ?            |
| 211     | Flammande hat               | Johnny Nelson       | ?            |
| 212     | Dödligt arv                 | Jack Slade          | 1978         |
| 213     | Jag ger aldrig nåd          | Brett McKinley      | ?            |
| 214     | I skuggan av galgen         | Matt Cregan         | ?            |
| 215     | Johnny ska dö               | Clint McCall        | ?            |
| 216     | Blodigt arv                 | Louis L'Amour       | ?            |
| 217     | Duell i laglös stad         | Emerson Dodge       | ?            |
| 218     | Lagen ur spel               | Johnny Nelson       | ?            |
| 219     | Med snaran om halsen        | Emerson Dodge       | 1979         |
| 220     | Utmanad                     | Brett Warning       | 1979         |
| 221     | Två red mot döden           | Emerson Dodge       | 1979         |